# Újlak
Újlak ([ˈuːjlɒk], en allemand : Neustift) est un quartier de Budapest, situé dans les 2e et 3e arrondissements de Budapest à proximité du Danube. 